# ويليام إتش نيكولز
ويليام إتش نيكولز (بالإنجليزية: William H. Nichols)‏ هو كيميائي وشخصية أعمال أمريكي، ولد في 1852، وتوفي في 1930.